# Carmen Delia Dipiní
Carmen Delia Dipiní Piñero (Naguabo, 18 de noviembre de 1927-4 de agosto de 1998) fue una cantante puertorriqueña de boleros. Su época de apogeo fue cuando interpretó sus melodías junto a la Sonora Matancera. Comenzó a cantar en 1937, bajo la instrucción de  la profesora Amparo Brenes de la Escuela Elemental Eugenio Brac de Naguabo. En 1941 debutó profesionalmente en un programa que Rafael Quiñones Vidal animaba por la emisora WNAM.[cita requerida]
Ayudada por su amiga Ruth Fernández, se trasladó a Nueva York en 1947, donde se hizo cantante profesional. Eso ocurrió cuando estuvo participando en el programa de aficionados de Willy Chevalier en el Teatro Triboro, donde ganó un Primer Premio y la casa disquera Verne la contrató para grabar con Johnny Albino y el Trío San Juan la canción El día que nací yo, Perdida y "Duérmete mi Junior".Trabajó en varios teatros como el Jefferson, Hispano, Puerto Rico y con la radio emisora WWRL, así como en numerosos centros nocturnos. Posteriormente fue contratada por la Casa Seeco y con ellos grabó "Besos de fuego", tango cuyo título original es "El choclo" y que con una nueva letra de Mario de Jesús, acompañada por la Orquesta de René Touzet, la catapultó internacionalmente.[cita requerida] La cantante, nacida el 18 de noviembre de 1927 en Naguabo, grabó en Cuba con la Sonora Matancera a mediados de los años 50. Igualmente cantó también con el Conjunto Casino e hizo radio y televisión en La Habana. Se unió a Johnny Rodríguez y cosechó innumerables éxitos con los temas "Fichas negras", "Soy mimosa" y "Dímelo". También grabó otros grandes éxitos como "Son amores", "Experiencia", "Si no vuelves", "Delirio" y "No es venganza". A lo largo de su vida grabó 30 discos de larga duración, contándose como un clásico el que realizara, en la década de 1960, junto a Tato Díaz del cuarteto Los Hispanos, en homenaje a Sylvia Rexach. Viajó intensamente por toda Latinoamérica[cita requerida]. De hecho, en una de sus presentaciones en Venezuela, los fanáticos causaron motines por verla. Por otra parte, visitó México en tres ocasiones, quedándose a residir allí por espacio de siete años. En ese tiempo es reclutada para grabar por los sellos multinacionales Columbia y RCA Víctor. Con los últimos produjo el álbum "Especialmente para ti" con el acompañamiento musical de la orquesta de Chucho Ferrer. En la década de 1960 la artista reactivó su catálogo de grabaciones al producir "Encadenados". En esta grabación Carmen Delia contó con el acompañamiento musical de Leroy Holmes, quien años antes había acompañado a Tito Rodríguez en el clásico "Inolvidable". En los años 70 la popular cantante realizó una serie de grabaciones con Ramoncito Rodríguez del Trío Los Andinos. Produjo igualmente en 1979 una nueva grabación bajo la dirección del maestro Mandy Vizozo. Y en 1986 participó del proyecto "Somos el prójimo" que, en plena era de las grabaciones tipo "We Are the World", se realizó en Puerto Rico para una causa benéfica. Carmen Delia Dipiní se mantuvo vigente hasta el último momento cantando en programas televisivos y gozando de la fama que toda su carrera le produjo. La inolvidable intérprete de "Amor perdido" y "Congoja", fue objeto de muchos reconocimientos. Una de sus últimas distinciones fue la inauguración del Café Teatro Carmen Delia Dipiní, centro artístico que el Municipio de Bayamón le dedicó junto al Paseo de los Artistas. Falleció el  4 de agosto de 1998.[cita requerida]
- Datos: Q951388